# Etzdorff (Adelsgeschlecht)

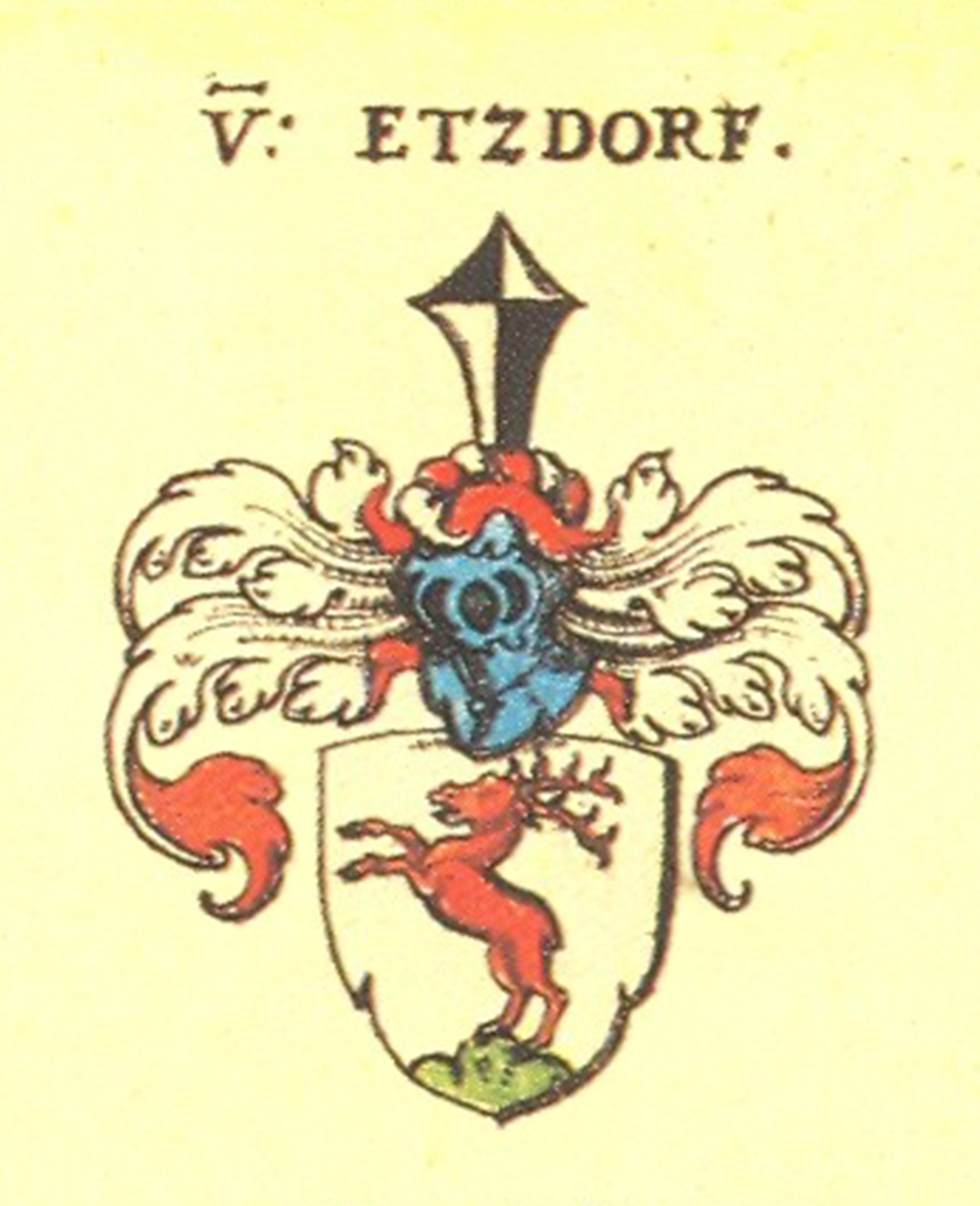
Stammwappen derer von Etzdorff

Etzdorff, auch Etzdorf oder Ezdorff, ist der Name eines alten sächsisch-thüringischen Adelsgeschlechts. Die Herren von Etzdorff gehören zum osterländischen Uradel. Sie gelangten später auch in Bayern und Franken zu Besitz und Ansehen. Zweige der Familie bestehen bis heute.

## Geschichte

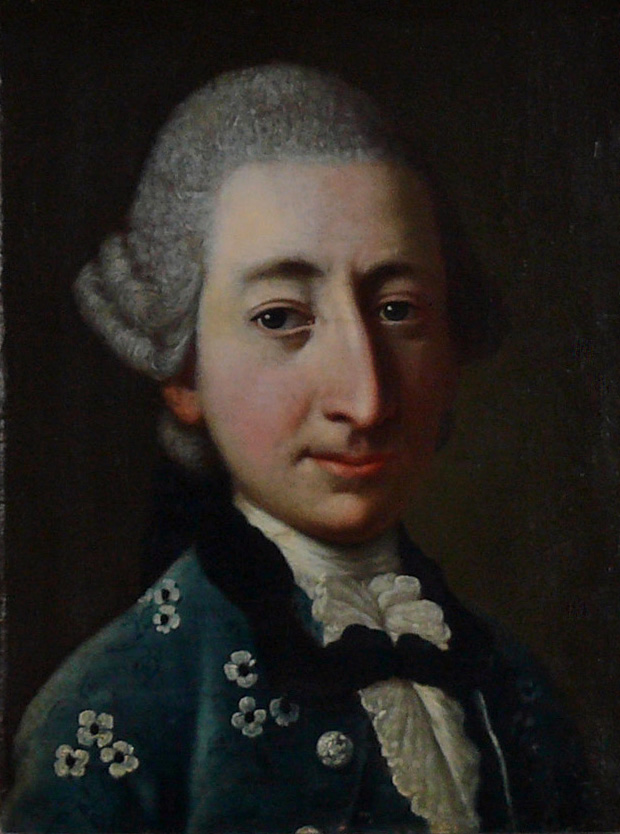
Gottlieb Ignaz von Ezdorf
(1743–1806)

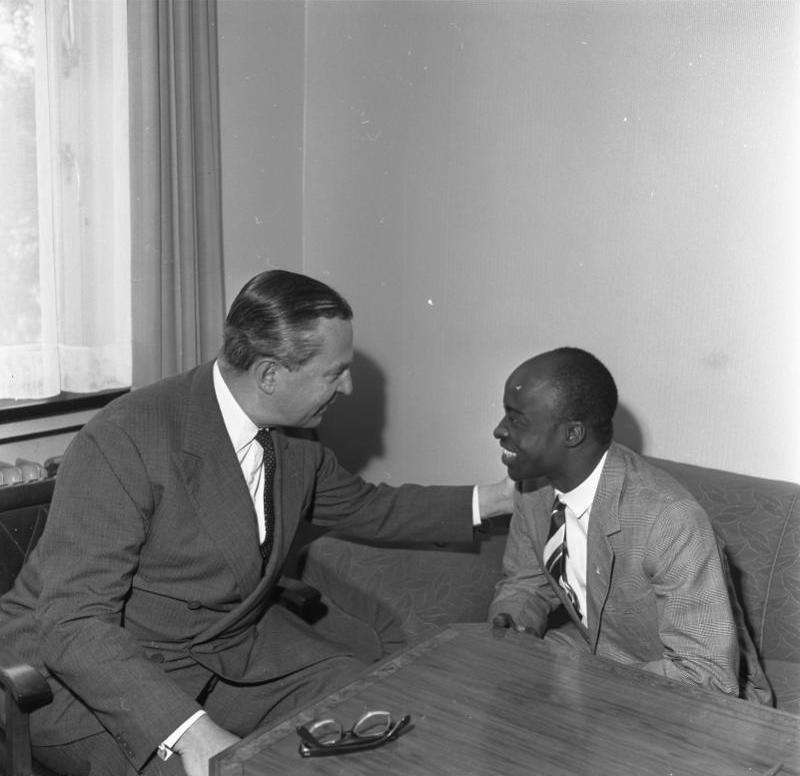
Hasso von Etzdorf
(1900–1989)

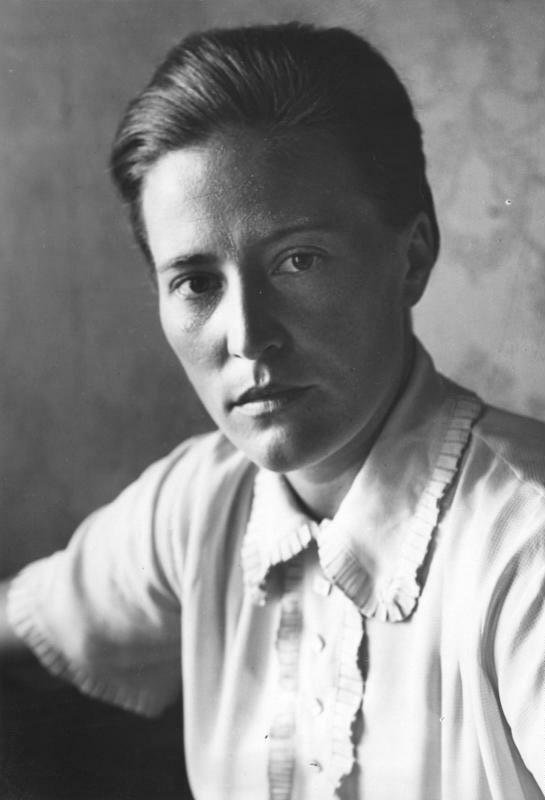
Marga von Etzdorf
(1907–1933)

### Herkunft
Erstmals urkundlich erwähnt wird das Geschlecht im Jahre 1219 mit Dietrich von Ezelisdorf. Nach Kneschke gehört auch der Ritter Heinrich von Ezelsdorf zur Familie, der 1270 als Zeuge in einer Urkunde erscheint. 1274 überließ er seine beiden Höfe in Eisenberg dem Landgrafen Albrecht von Thüringen, der sie dem Kloster zu Eisenberg schenken wollte.
Der Name änderte sich im Laufe der Zeit von der noch im 15. Jahrhundert üblichen Form Etzelsdorf in Etzdorff und Ezdorff, später wurde auch die Schreibweise Etzdorf gebräuchlich. Etzdorf, der ursprüngliche und namensgebende Stammsitz der Familie, ist heute ein Ortsteil der thüringischen Gemeinde Heideland im Saale-Holzland-Kreis.

### Ausbreitung und Besitzungen
Die Brüder Hans Heinrich und Melchior von Etzdorff besaßen 1547 die Güter Behmen in Sachsen-Weimar und Herschdorf in der Grafschaft Schwarzburg-Rudolstadt. 1575 schließen Melchiors Söhne, Joachim und Wilibald, wegen dieser Besitzungen einen Vertrag. Um diese Zeit war Heinrich von Etzdorff Sachsen-Coburger Rat und Rentmeister. Friedrich von Etzdorff wurde 1588 Hauptmann zu Jena und Christoph von Etzdorff im gleichen Jahr Amtmann zu Römhild. Hans Wilhelm von Etzdorff starb 1640 als gräflich-stolberger Haus- und Forstmeister.
Um 1670 war Georg Friedrich von Etzdorff herzoglich sachsen-gothaischer Obersteuereinnehmer und Oberkriegskommissar. Johann Georg von Etzdorff, einer seiner zahlreichen Nachkommen, ließ sich in Bayern nieder und heiratete Anna von Weise. In Bayern gelangte zunächst das Gut Weihenstephan bei Landshut in Familienbesitz, später konnte auch Pfettrach (heute Ortsteil von Altdorf) erworben werden.
Aus der freiherrlichen Linie kam Franz Gottlieb Freiherr von Etzdorff, kurbayerischer Kämmerer, Geheim- und Regierungsrat zu Straubing, später Kurmainzer und fürstlich ellwangscher Geheimrat und Vicedom zu Ellwangen, der am 7. Juni 1780 in die Reichsritterschaft im Ritterkanton Odenwald des fränkischen Ritterkreises aufgenommen wurde. 1785 erfolgte dort die Immatrikulation von Johann Nepomuk Joseph Freiherr von Etzdorff, kurpfälzisch-bayerischer Kämmerer, Geheim- und Regierungsrat zu Landshut. Beide wurden 1790 in den Grafenstand erhoben.
Die gräfliche Linie konnte in Bayern dauerhaft fortgesetzt werden. Ludwig Adam Graf von Etzdorff (* 1739) war kurbayerischer Geheimrat, Senior und Jubilar des Hochstifts Regensburg. Seine Neffen waren Joseph Maria Graf von Etzdorff, Herr auf Pfettrach, königlich bayerischer Kämmerer und Regierungsrat zu Landshut und Carl Wilhelm Graf von Etzdorff, königlich bayerischer Kämmerer und Hauptmann. Franz Xaver Graf von Etzdorff hinterließ aus erster Ehe mit Maria Gräfin von Fugger-Göttersdorf die beiden Söhne Carl und Joseph Maria. Carl Graf von Etzdorff (* 1766) wurde königlich bayerischer Kämmerer und Hauptmann à la suite, sein Bruder Joseph Maria Graf von Etzdorff († 1848) war königlich bayerischer Kämmerer und Regierungsrat. Er heiratete in erster Ehe Maria Theresia Gräfin Hörl von Wattersdorf. Aus dieser Ehe stammte die Gräfin Caroline, die 1817 Carl Theodor Graf von Holnstein heiratete. Aus zweiter Ehe mit seiner Dienstmagd Maria Anna Nagl kam der außerehelich geborene und legitimierte Joseph Graf von Etzdorff (* 1807), königlich bayerischer Kammerjunker. Er heiratete 1843 Adriana Gräfin von Balbi.
Aus der adeligen Linie kam Carl von Etzdorff, der als Generalmajor in der königlich württembergischen Armee diente und 1837 als Pensionär verstarb. Weitere Angehörige der Familie wurden Offiziere in der preußischen Armee. Ein Etzdorff fiel 1813 als Kapitän und Kommandeur eines Jägerdetachments des 7. Infanterieregiments, ein weiterer war Kapitän im 26. Infanterieregiment. Er trat 1821 als Major aus dem aktiven Dienst.

### Standeserhebungen
Georg Carl von Etzdorff, kurfürstlich-bayerischer Regierungsrat zu Landshut, erhielt am 23. Juni 1682 zu Wien den erbländisch-österreichischen Freiherrenstand. Eine kurfürstlich bayerische Anerkennung erfolgte am 26. März 1683.
Am 19. August 1790 zu München wurden die Brüder Johann Nepomuk Joseph Freiherr von Etzdorff, kurfürstlich pfalzbayerischer Kämmerer, Wirklicher Geheimer Rat zu Landshut und Pfleger zu Kirchberg, Ludwig Freiherr von Etzdorff, Domkapitular zu Freising und Regensburg und Gottlieb Freiherr von Etzdorff, kurfürstlich-mainzer und kurfürstlich-pfälzer Geheimrat und Vicedom zu Ellwangen von Kurfürst Karl Theodor von Pfalzbayern als Reichsvikar in den Reichsgrafenstand erhoben.
Bei der Grafenklasse der Adelsmatrikel im Königreich Bayern wurde Josef Maria Graf von Etzdorff, auf Pfettrach, königlich-bayerischer Kämmerer, zusammen mit seinen Geschwistern, Vettern und Basen am 16. Dezember 1813 eingetragen.

### Briefadelige Linie
Das Geschlecht ist stammesverwandt mit der von Heinrich von Etzdorf († 1511), Herr auf Nimritz, begründeten Nebenlinie. Er hinterließ mit Barbara Weber († 1542) acht Kinder. Mit seinem Sohn Moritz Etzdorf (* nach 1507; † 1589), Amtsschultheiß zu Rehmen (heute Ortsteil von Oppurg), beginnt die Stammreihe. Sein Nachkomme Rüdiger Etzdorf, zunächst königlich preußischer Landrat im Landkreis Elbing, wurde am 2. Juni 1899 in den preußischen Adelsstand erhobenen. Sein Bruder Ulrich Etzdorf, königlich preußischer Generalleutnant und Inspektor der 2. Ingenieurinspektion, erhielt den preußischen Adelsstand am 13. Mai 1910 zu Potsdam Neues Palais durch Allerhöchste Kabinettsorder, Diplom ausgestellt am 31. Oktober 1910 ebenda. Eine preußische Wappenänderung durch Allerhöchste Kabinettsorder erfolgte am 25. September 1910 und durch Diplom vom 31. Oktober 1910 zu Potsdam Neues Palais für Rüdiger von Etzdorf, nun königlich preußischer Geheimer Regierungsrat und vortragender Rat im Ministerium für Landwirtschaft, Domänen und Forsten.

## Wappen

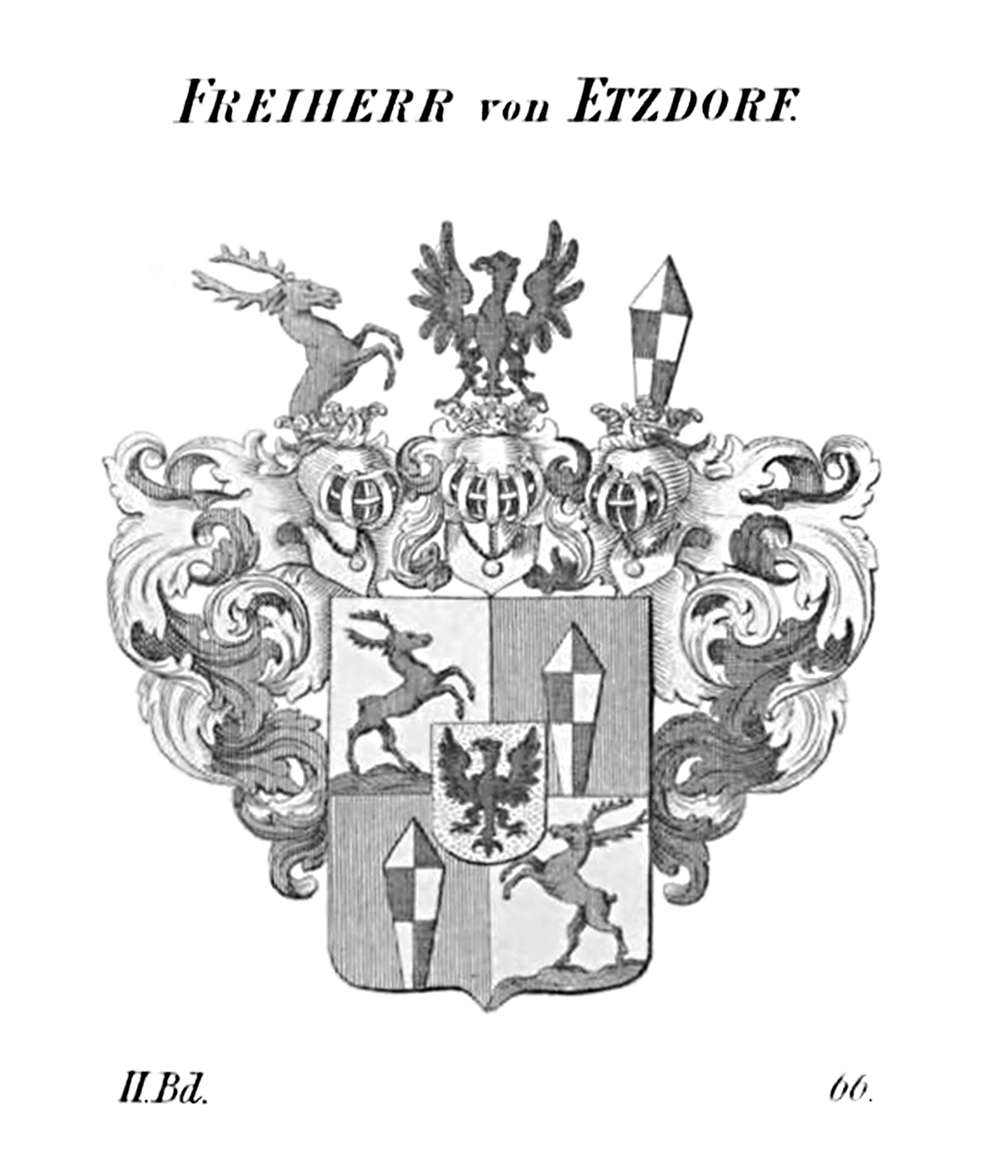
Wappen der Freiherren von Etzdorff

Das Stammwappen zeigt in Silber auf einem grünen Dreiberg einen springenden roten Hirsch. Auf dem Helm mit rot-silbernen Helmdecken ein von Schwarz und Silber geviertelter Streitkolben.

## Namensträger (chronologisch)
- August Friedrich von Etzdorff (1739–1792), preußischer Generalmajor
- Gottlieb Ignaz von Ezdorf (1743–1806), kurfürstlich-bayerischer Regierungsrat und Vicedom des Stifts Ellwangen, 1791 erhielt er von Bayern die Würde eines Hofpfalzgrafen
- Friedrich August von Etzdorff († 1748), Schlosshauptmann in Merseburg und Rittergutsbesitzer
- Georg Ludwig von Etzdorff (1831–1906), preußischer Generalleutnant
- Ulrich von Etzdorf (1847–1931), deutscher General der Infanterie
- Rüdiger von Etzdorf (1852–1935), preußischer Verwaltungsjurist und Landrat
- Josef Graf von Ezdorf (so!), 1916–1918 letzter k.k. Landespräsident (Landeschef) des Kronlandes Bukowina der österreichischen Reichshälfte Österreich-Ungarns[5]
- Walther von Etzdorf (1892–1969), deutscher Offizier und Schriftsteller
- Hasso von Etzdorf (1900–1989), deutscher Botschafter
- Marga von Etzdorf (1907–1933), deutsche Fliegerin